# 章道宣
章道宣，贵州大方人，清朝政治人物、同進士出身。
道光九年（1829年）己丑科進士，三甲一百八名，官河南夏津縣知縣。